# Ottendorf an der Rittschein
Ottendorf an der Rittschein  är en ort och kommun i distriktet Hartberg-Fürstenfeld i förbundslandet Steiermark i Österrike.
Kommunen består av fyra orter (Ortschaften) (inom parentes invånarantal 1 januari 2024):
- Breitenbach (94)
- Ottendorf an der Rittschein (878)
- Walkersdorf (364)
- Ziegenberg (257)